# Ferguson Conservation Park
Ferguson Conservation Park är en park i Australien. Den ligger i delstaten South Australia, nära delstatshuvudstaden Adelaide.
Runt Ferguson Conservation Park är det ganska tätbefolkat, med 58 invånare per kvadratkilometer.. Närmaste större samhälle är Adelaide, nära Ferguson Conservation Park. 
I omgivningarna runt Ferguson Conservation Park växer i huvudsak blandskog. Genomsnittlig årsnederbörd är 593 millimeter. Den regnigaste månaden är juli, med i genomsnitt 95 mm nederbörd, och den torraste är december, med 13 mm nederbörd.